# Crabrònids

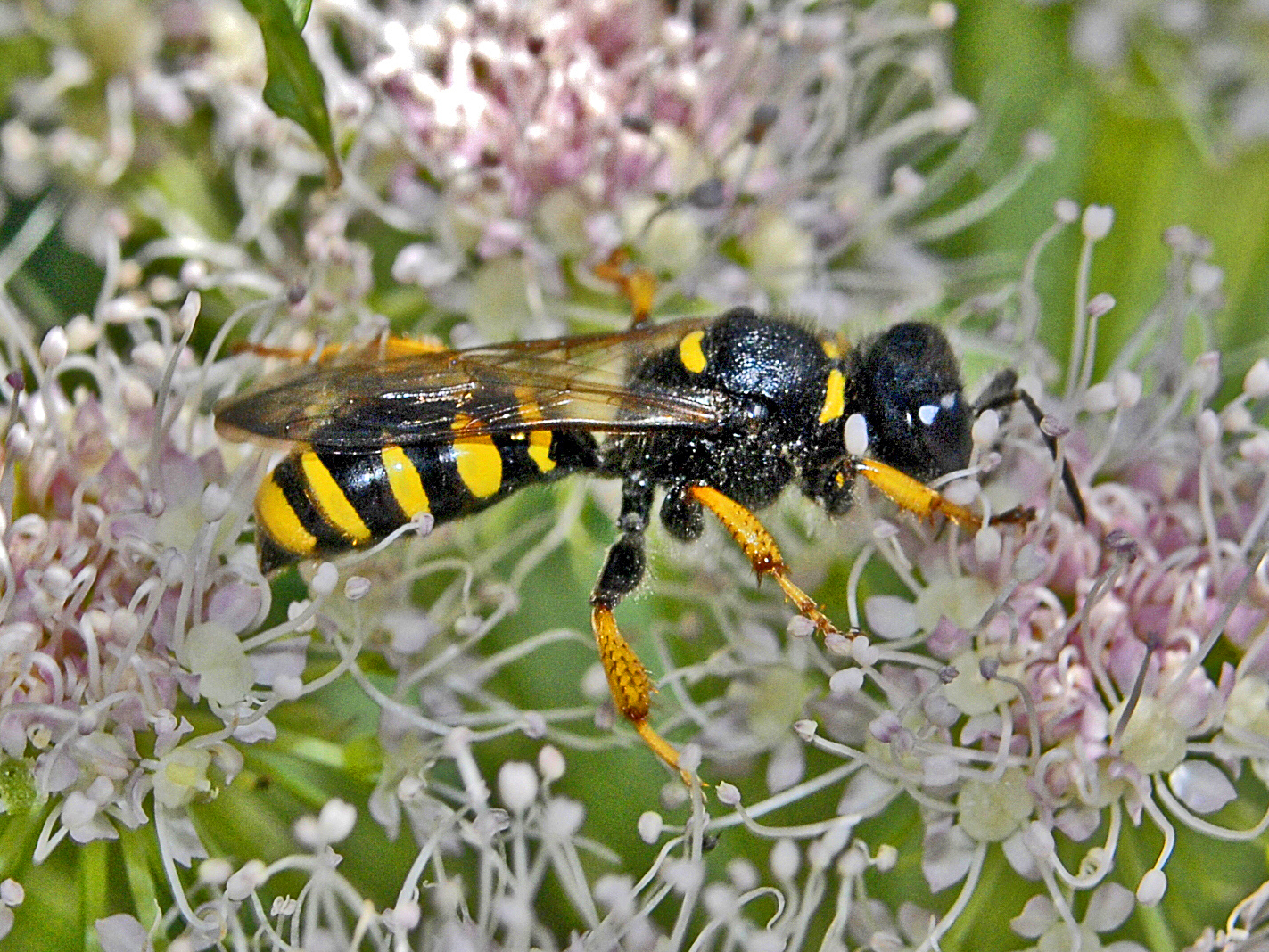
Crabro cribrarius (Itàlia)

Els crabrònids (Crabronidae) són una família d'himenòpters apoïdeus, que inclou gairebé totes les espècies que abans componien la desapareguda superfamília Sphecoidea. És un grup molt ampli que consta d'uns 200 gèneres, amb unes 9.000 espècies.

## Taxonomia
Abans, els crabrònids, formaven part de la família Sphecidae, però aquest darrer nom està reservat actualment a una família separada basada en el que havia estat la subfamília Sphecinae. Aquest canvi és recent.
La família Crabronidae inclou 8 subfamílies:
Subfamília Astatinae
- Astata, etc.

Subfamília Bembicinae
- Bembix, Sphecius, Zyzzyx, etc.

Subfamília Crabroninae
- Crabro, Dalara, Aha, etc.

Subfamília Dinetinae
- Dinetus

Subfamília Eremiaspheciinae
- Eremiasphecium, Laphyragogus

Subfamília Mellininae
- Mellinus, Xenosphex

Subfamília Pemphredoninae
- Microstigmus, Pemphredon, etc.

Subfamília Philanthinae
- Cerceris, Philanthus, etc.